# 野菊の墓 (サウンドトラック)
『オリジナル・サウンドトラック 野菊の墓』（オリジナル・サウンドトラック のぎくのはか）は、松田聖子主演の映画「野菊の墓」サウンドトラック。1981年8月8日発売。発売元はCBS・ソニー。

## 解説
恋とよぶには淡く哀し、いまよみがえる不朽の名作
主題歌は松田聖子のシングル「白いパラソル」カップリングの「花一色～野菊のささやき～」。いたるところで使われている。

## 収録曲
特記以外全作曲・全編曲：菊池俊輔

### SIDE A
1. 花の中の民子
  - 「花一色 〜野菊のささやき〜」作詞：松本隆/作曲：財津和夫/編曲：瀬尾一三/歌：松田聖子
2. 茄子畑
3. 「民さんは野菊のようだ」
4. せせらぎに清水を…。
5. 「政夫さんはりんどうの様な人だわ」
6. 「政夫さんが十五なのにあたし十七にもなっちゃって」
7. 民子が歌う「野の花にそよ風」〜サブテーマ「雲」
  - 作詞・作曲：財津和夫/編曲：大村雅朗/歌：松田聖子〜作曲・編曲：大村雅朗

### SIDE B
1. 手紙
2. 民子の縁談
3. 「そんな縁談、民さんが承知する筈ないよ…」
4. 花嫁行列～哀しみへと嫁いでゆく〜
  - 「花一色 〜野菊のささやき〜」歌：松田聖子
5. 民子の死
6. さようなら民さん
  - 「花一色 〜野菊のささやき〜」歌：松田聖子

## 関連作品
- 松田聖子オリジナル・サウンドトラック集 1981〜1985